# دار المؤقت
دار المؤقت هي برج بني على شكل صومعة بدون قبة بالقرب من جامع القرويين في فاس بالمغرب، وتتتم منه مراقبة أهلة الشهور القمرية وضبط مواقيت الصلاة عند «أهل فاس»، وهي مهمة يقوم بها المؤقت (عالم فلكي). وهي جزء من مواقع التراث العالمي اليونسكو تصنيف منذ سنة 1981.

## التاريخ
كانت غرفة المؤقت، الضابط المكلف بتنظيم وصيانة الساعات وإيصال مواقيت الصلاة إلى المؤذن. أهم شيء في دار المؤقت هو الساعة المائية في اللجاي. وقد بُنيت بأمر السلطان المريني أبو سالم إبراهيم بن علي (حكم 1359-1361) من قِبل المؤقت أبو زيد عبد الرحمن بن سليمان اللجاي (ت 1370). درس اللجاي الرياضيات مع ابن البناء المراكشي في مدرسة العطارين. انهيت الساعة ووضعت في 20 نوفمبر 1361، بعد شهرين من وفاة السلطان.
جُهزت الغرفة بالأسطرلاب وجميع أنواع المعدات العلمية في ذلك العصر للمساعدة في هذه المهمة.

## المكانة
وتعد دار المؤقت واحدة من بين المؤسسات العتيقة بفاس التي شملها برنامج إعادة التأهيل، وبدار المؤقت متحف صغير تعرض فيه أدوات فلكية مغربية وعربية تعكس الاهتمام الذي كانت تحظى به عملية ضبط المواقيت والفصول في الثقافة الإسلامية.
رُمم برج دار المؤقت ضمن عملية ترميم وصيانة الأبراج والأسوار المتواجدة بعدة مناطق بمدينة فاس في إطار برنامج ترميم المعالم التاريخية بالمدينة العتيقة لفاس تحت إشراف الملك محمد السادس والتي انطلقت شهر مارس من سنة 2013 وتكلفت بإنجازه وكالة التنمية ورد الاعتبار لفاس. وقد أشرف الملك على افتتاحها في 14 يونيو 2016.

## معرض الصور

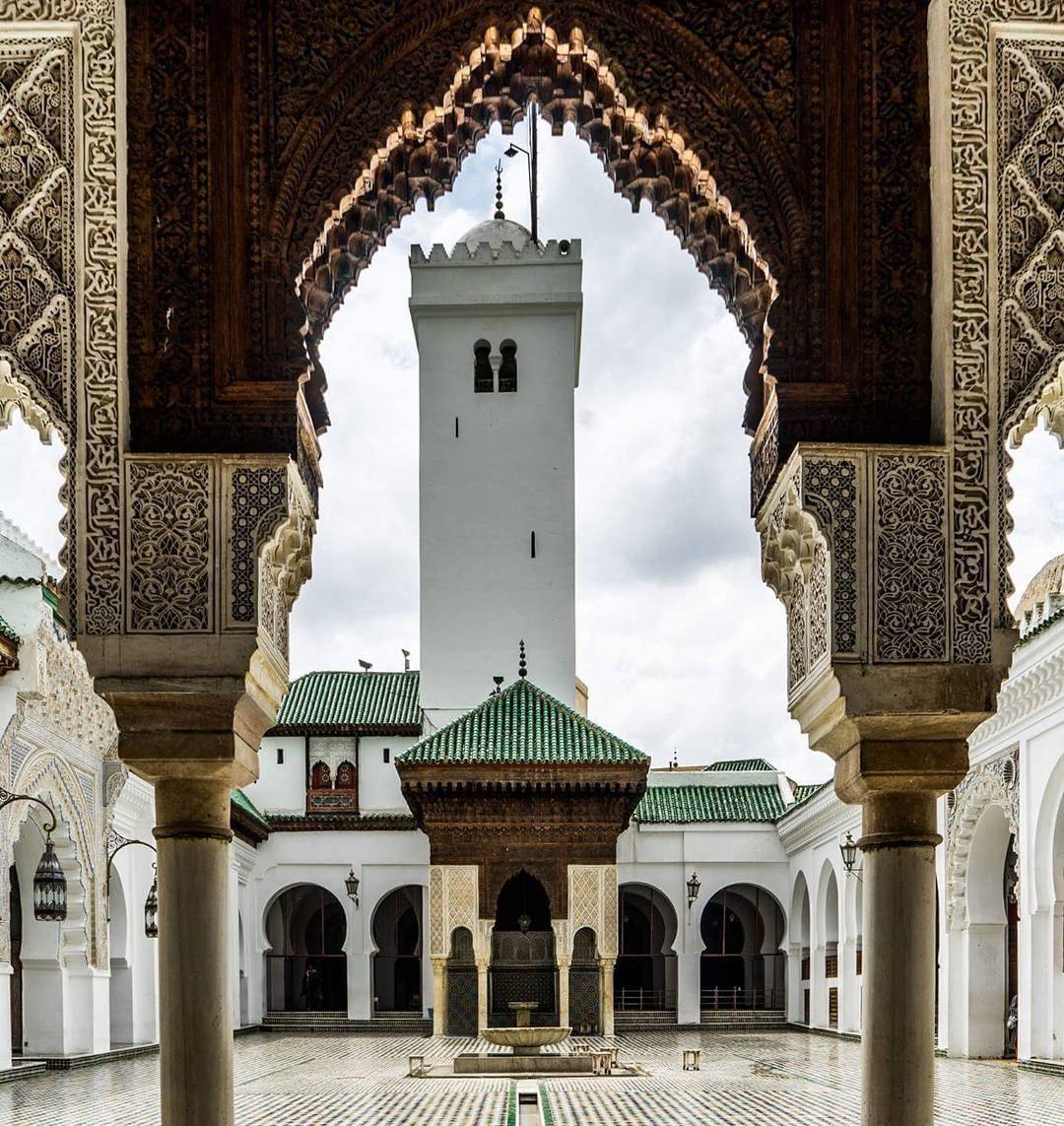
فناء مسجد القرويين مع مئذنة من القرن العاشر، تُرى من داخل أحد الجناحين السعديين اللذين يعودان إلى القرن السابع عشر. تظهر أيضًا دار الموقت (القرن الرابع عشر) على يسار المئذنة، والتي تتميز بنافذة فوق رواق الأقواس
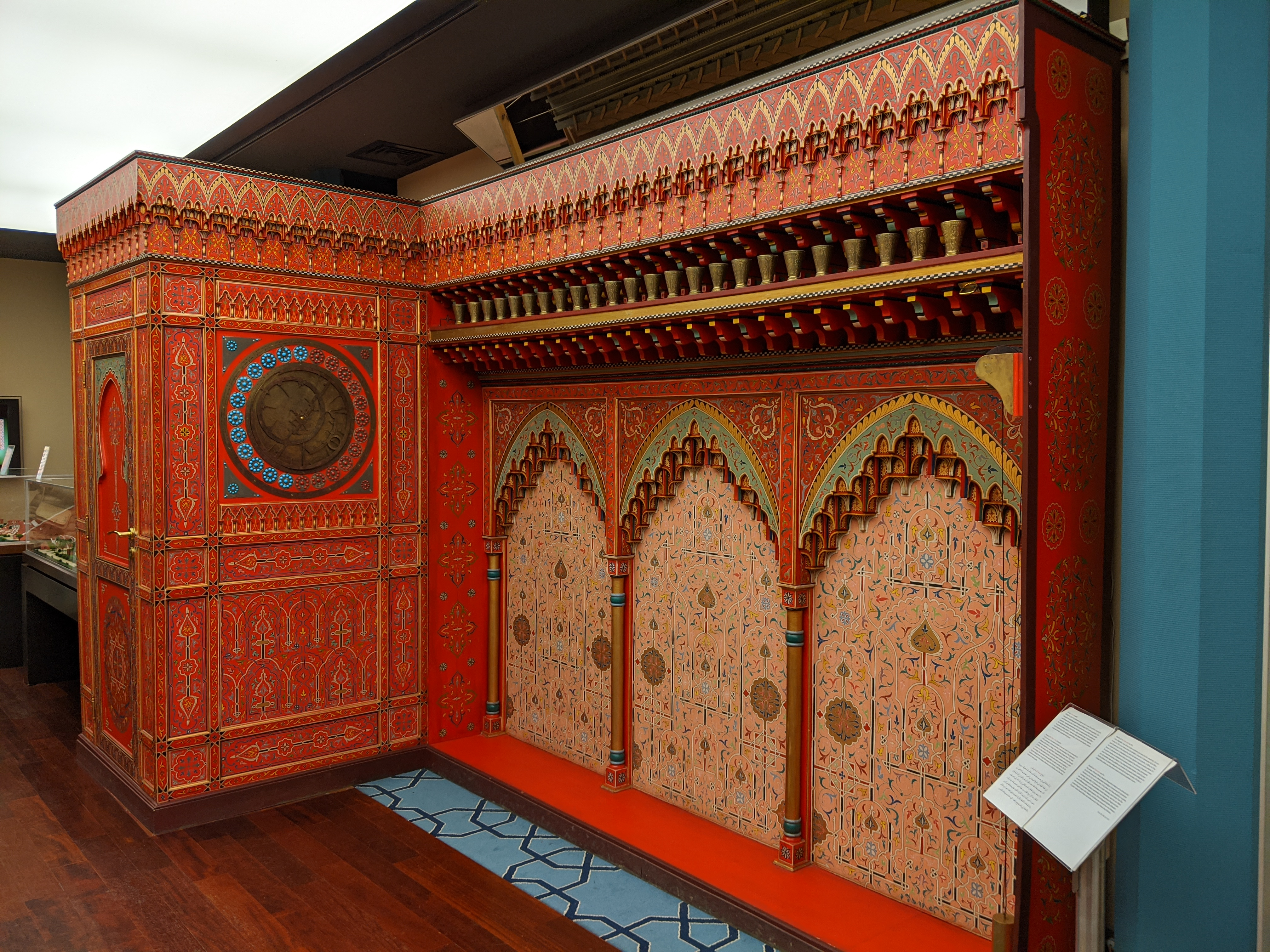
إعادة بناء الساعة المائية من القرن الرابع عشر من دار المؤقت في مسجد القرويين (المعروضة في متحف اسطنبول لتاريخ العلوم والتكنولوجيا في الإسلام)

## روابط خارجية
- صورتان للساعة . لاحظ 12 بابًا تحت القرص وفوقه. الهيكل الخشبي الأحمر في الصورة اليمنى هو الجزء العلوي من الساعة.
- القرويين ، الساعة في أسفل الصفحة ، انقر للتكبير
- زيد :عبد الرحمن اللجي الفاسي على eljai.com نسخة محفوظة 11 نوفمبر 2008 على موقع واي باك مشين.  نسخة محفوظة 11 نوفمبر 2008 على موقع واي باك مشين.